# Спектер, Йоханнес Михаэль
Йоханнес Михаэль Спектер, или Иоганн Михаэль Спектер (нем. Johannes Michael Speckter, Johann Michael Specter; 5 июля 1764, Утледе, Нижняя Саксония — 1 марта 1845, Гамбург) — немецкий литограф и коллекционер графики.

## Биография
Спектер был одним из трёх сыновей (двое из которых рано умерли) школьного учителя Пауля Андреаса Спектера (?—1772) и Дороте Альхайт (1724—1781), дочери церковного старосты Отто Хазе.
Около 1785 года Йоханнес Михаэль переехал в Гамбург. Под влиянием архитектора Эрнста Георга Соннина он сначала изучал архитектуру, а затем математику в Академической гимназии (Akademischen Gymnasium). В 1790-х годах он занялся коммерческой деятельностью, но также занимался коллекционированием и продажей гравюр резцом и офортов на меди.
В 1818 году Йоханнес Михаэль освоил малоизвестную тогда технику литографии. Он отказался от торгового бизнеса и основал первую в северной Германии литографскую компанию «Hamb». Его компаньоном был Генрих Иоахим Хертерих (1772—1852), который привёз с собой опыт и помощников из Мюнхена. С 1829 года компания называлась «Steindruckerei Speckter & Herterich», затем «Speckter & Co». Вскоре она стала успешной.
В 1834 году литографическую компанию перенял сын основателя Отто Спектер. Он и его брат Эрвин стали известны и как художники-литографы.
Коллекция гравюр на меди Йоханнеса Михаэля Спектера составила основу гравюрного кабинета Гамбургского Кунстхалле.
На мемориальном Ольсдорфском кладбище в Гамбурге память Йоханнеса Михаэля Спектера увековечена надгробием с памятной надписью.